# Dolmen am Sognevej in Nødager

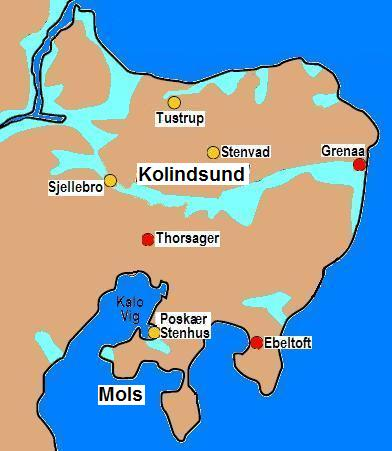
Die Lage des Kolindsunds

Koordinaten: 56° 19′ 5,2″ N, 10° 37′ 47,6″ O

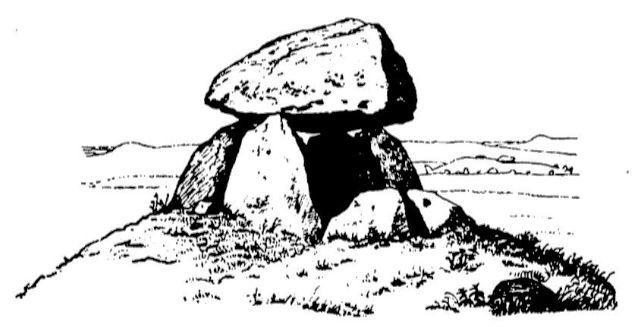
Dolmen Kramkiste von Nødager

Die Dolmen am Sognevej in Nødager stammen aus der Jungsteinzeit, etwa 3500–2800 v. Chr., und sind Megalithanlagen der Trichterbecherkultur (TBK). Keiner der Dolmen wurden archäologisch untersucht, aber die drei Anlagen wurden bereits zwischen 1887 und 1888 geschützt. Neolithische Monumente sind Ausdruck der Kultur und Ideologie neolithischer Gesellschaften. Ihre Entstehung und Funktion gelten als Kennzeichen der sozialen Entwicklung.

## Lage
Das Kirchspiel Nødager, südöstlich von Kolind auf der ostjütländischen Halbinsel Djursland, ist mit etwa 50 bekannten Großsteingräbern aus der Jungsteinzeit dasjenige mit den meisten Anlagen in Dänemark. Das Gebiet stellt das südliche Gegenstück zu einer nahezu äquivalenten Konzentration bei Stenvad im Norden des Kolindsund dar. Entlang des Sognevejen liegen drei markierte Gräber, etwas weiter im Süden liegt der Langdolmen Ildbjerggård und auch der Ginnerup Jyndovnen liegt in der Nähe.

## Der Langdolmen
Der Langdolmen „Kramkisten“) auch Skildrup Kramkisten, Krumkisten oder Nødager SB 101 genannt) ist stark abgebaggert. Man sieht zwei Anlagen, aber es können noch weitere im Hügel verborgen sein. In der Mitte des Hügels liegt ein rechteckiger, fast mannslanger Urdolmen, dessen Deckstein(e) fehlt/fehlen. Er besteht aus drei Seiten- oder Tragsteinen mit einer Lücke im Osten. Geht man davon aus, dass die Kammer ursprünglich völlig geschlossen war, dann gehört sie zu den frühesten Anlagen der TBK.
Das nördliche Ende des Langdysse wirkt abgegraben. Hier fehlen vermutlich mehr als sechs Meter der Hügellänge. Am Rand des derzeitigen nördlichen Endes liegt eine scheinbar rechteckige Kammer. Die meisten Steine der Anlage sind nicht in situ und viele sind in der Vergangenheit gesprengt worden.

## Der Runddolmen
100 m nördlich der Kramkisten liegt Mårup Runddysse (auch Nødager SB 174 genannt) ein Dolmen mit einer Kammer. Der Hügel der Kammer ist wieder stark abgebaggert, aber entlang der Kante sind einige der restlichen Randsteine sichtbar. An der östlichen Seite der Kammer sind zwei verbliebene Tragsteine des Ganges, der in die Kammer geführt hat, sichtbar. Die Kammer ist wie viele auf Djurslands ein hexagonaler Polygonaldolmen, der aus fünf Tragsteinen (und dem Gang) gebildet wird. An der Südseite der Kammer liegt der verstürzte Deckstein, der die Kammer bedeckte und in der Bronzezeit mit Schälchen versehen wurde.

## Mejdkirken oder Mejekirke

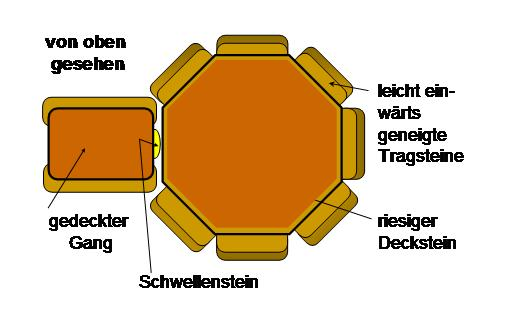
Schema Polygonaldolmen – von oben gesehen

Etwa 100 m nördlich liegt „Mejdkirken“, (auch Mejkirke, Mejdkirke oder Nødager SB 175 genannt) der am besten erhaltene und vollständigste der drei Dolmen. Er hat seinen Namen vom altdänischen Wort „Meje“, was Mittagszeit bedeutet. Die Überlieferung besagt, dass der Pastor von Nødager und Feldballe früher immer am Mittag bei der Anlage rastete, die damit zu ihrem Namen kam. Mit der Lage direkt neben der Straße gehört Mejdkirken zu den bekannteren Vertretern der dänischen Großsteingräber. Es fehlt lediglich das typische Zwischenmauerwerk und der bzw. die Decksteine des Ganges. Die großen Tragsteine nehmen den Druck des übergroßen Decksteins optimal auf und sowohl Trag- als auch Decksteine zeigen mit ihrer flachen Seite in Richtung Kammer. Falls solche Steine keine natürliche flache Seite hatten, wurden sie auch schon mal gespalten. Die Technik dazu existierte bereits in der Steinzeit.
Polygonaldolmen wie die Mejdkirken sind für die meisten die "echten" dänischen Dolmen und eine erste Zeichnung des Dolmens erfolgte auch recht früh. Allerdings darf nicht vergessen werden, dass er ursprünglich vollständig von einem jetzt abgegrabenen Erdhügel bedeckt war.